# Cheese + Racine carrée
Cheese + Racine carrée – album kompilacyjny Stromae’a, wydany 18 sierpnia 2017 roku przez Mercury Records. Zawiera 25 utworów z dwóch pierwszych albumów studyjnych Stromae’a: dwanaście utworów z Cheese (2010), oraz trzynaście utworów z Racine carrée (2013).

## Lista utworów
Źródło: Ultratop

### CD1
| Cheese | Cheese                        | Cheese  |
| Nr     | Tytuł                         | Długość |
| ------ | ----------------------------- | ------- |
| 1.     | „Bienvenue chez moi”          | 2:47    |
| 2.     | „Te quiero”                   | 3:25    |
| 3.     | „Peace or Violence”           | 3:09    |
| 4.     | „Rail de musique”             | 4:08    |
| 5.     | „Alors on danse”              | 3:27    |
| 6.     | „Summertime”                  | 3:06    |
| 7.     | „Dodo”                        | 3:58    |
| 8.     | „Silence”                     | 4:42    |
| 9.     | „Je cours”                    | 3:17    |
| 10.    | „House’llelujah”              | 4:00    |
| 11.    | „Cheese”                      | 3:02    |
| 12.    | „Alors on danse” (90’s Remix) | 2:53    |

### CD2
| Racine carrée | Racine carrée    | Racine carrée |
| Nr            | Tytuł            | Długość       |
| ------------- | ---------------- | ------------- |
| 1.            | „Ta fête”        | 2:56          |
| 2.            | „Papaoutai”      | 3:52          |
| 3.            | „Bâtard”         | 3:28          |
| 4.            | „Ave Cesaria”    | 4:09          |
| 5.            | „Tous les mêmes” | 3:33          |
| 6.            | „Formidable”     | 3:33          |
| 7.            | „Moules frites”  | 2:39          |
| 8.            | „Carmen”         | 3:09          |
| 9.            | „Humain à l’eau” | 3:59          |
| 10.           | „Quand c’est?”   | 3:00          |
| 11.           | „Sommeil”        | 3:38          |
| 12.           | „Merci”          | 3:54          |
| 13.           | „AVF”            | 3:45          |

## Pozycje na listach
| Państwo          | Lista (2017)   | Najwyższa pozycja |
| ---------------- | -------------- | ----------------- |
| Belgia (Walonia) | Mid Price      | 9                 |
| Francja          | Top 250 Albums | 35                |